# Liisa Rohleder
Liisa Rohleder (* 1. März 1974 in Kajaani als Liisa Laurila) ist eine ehemalige finnische Synchronschwimmerin und Savatekämpferin.

## Karriere
Liisa Rohleder belegte den 19. Platz bei den Europameisterschaften 1991 und bei den Olympischen Sommerspielen 1992 in Barcelona im Solo-Wettkampf den 19. Platz. Sie ist bis heute die einzige Olympiateilnehmerin aus Finnland, die im Synchronschwimmen teilnahm.
Ab 2015 ging Rohleder als Savatekämpferin an den Start und konnte sowohl bei Welt- und Europameisterschaften Medaillen gewinnen.